# Gabriel Holstenius
Gabriel Holstenius, född i Kallmora by i Norbergs socken i Västmanland den 21 mars 1598, död i Västerås den 5 juli 1649, var en svensk lärd. Han var son till bergsmannen Hollsten Andersson och Sigrid Andersdotter samt 1630 gift med Margareta Rudbeckia. 
På grund av sina ovanliga fattningsgåvor och brinnande läslust fick Holstenius vid fjorton års ålder åtfölja en äldre broder till Tysk-romerska riket. De råkade på vägen dit i danska kapares händer och hölls i flera månader fängslade i Danmark. Efter lång vistelse utomlands, varunder han blivit filosofie magister i Halle, återkom han 1625 till Sverige.
Han förordnades genast till extra lärare vid Västerås skola och utnämndes till lektor i grekiska där 1627. Sedan han även innehaft ethic. et polit. lärareposten och beklätt lektoratet i teologi, utnämndes han 1636 till prost i Munktorps kontrakt och befordrades två år senare till pastor i Västerås (i stället för den nyss förut indragna domprostbeställningen). 
Hans minnestecknare, biskop Herweghr, skildrar honom så här: "Prosten Holstenius var en af de största män, som stiftet kan framvisa. Han hade en vidlyftig lärdom så i vetenskaperna, som i språken. Älskade poesien och var själf mästare däruti. Talade och skref i de flesta europeiska kultiverade språk. Grekiskan var likasom hans modersmål, och hebreiskan var efter tidens framsteg honom väl bekant." 
Av intresse för grekiska språket inrättade han i Västerås ett så kallat collegium græcum, vari han undervisade hoppgivande ynglingar i detta språk. Han anslog även medel till inrättandet av en ny kaplanslägenhet i stiftsstaden. 